# Corto Maltese (périodique français)
Pour les articles homonymes, voir Corto Maltese (homonymie).
Corto Maltese est un périodique de bande dessinée et de reportages dont les 22 numéros ont été publiés d'avril 1985 à novembre 1989 par la maison d'édition belge Casterman (les trois premiers sous le nom Corto). Son titre fait référence à l'aventurier de fiction Corto Maltese.
Revue luxueuse, Corto a notamment publié, outre la série éponyme de Hugo Pratt, Un été indien de Pratt et Milo Manara, Carnets d'Orient de Jacques Ferrandez, des histoires de Cinzia Ghigliano (Solange), Dieter Lumpen de Ruben Pellejero et Jorge Zentner, Giuseppe Bergman de Manara, etc,.